# Richard Lewontin
Richard Charles "Dick" Lewontin (New York, 29 maart 1929 – Cambridge (Massachusetts), 4 juli 2021) was een Amerikaans evolutiebioloog, geneticus en maatschappelijk bewogen publicist. Lewontin had een belangrijk aandeel in de ontwikkeling van de wiskundige basis van de populatiegenetica en de evolutietheorie. Als een van de eerste gebruikte hij in de jaren 1960 technieken uit de moleculaire biologie zoals gel-elektroforese bij het onderzoek naar de rol van mutaties.

## Biografie
In 1951 ontving Lewontin zijn bachelor in de biologie aan Harvard University en een jaar later zijn mastergraad in de wiskundige statistiek aan Columbia University, gevolgd door een doctoraal in de zoölogie. Hij werkte aan de North Carolina State University, de University of Rochester en de Universiteit van Chicago. In 1973 doceerde hij als Alexander Agassiz hoogleraar in de zoölogie en tot 1998 als hoogleraar in de biologie aan Harvard.

## Zijn werk
Richard Lewontin en zijn Harvardcollega Stephen Jay Gould introduceerden uit de architectuur het begrip zwik of sprandrel in de context van de evolutietheorie. Dit gaat over kenmerken van organismen waarvan niet waarschijnlijk is dat ze zijn ontstaan door natuurlijke selectie omdat onduidelijk is welk voordeel in de strijd om het bestaan deze kenmerken zouden kunnen hebben. Dit soort kenmerken komen betrekkelijk vaak voor en vormen een controversieel thema in de evolutiebiologie.
Lewontin is ervan overtuigd dat een organisme geen passieve ontvanger is van invloeden uit het milieu is, maar creatief met zijn milieu omgaat. De ecologische niche van een organisme is voor Lewontin dan ook geen voorgevormd plekje binnen de habitat, maar een plaats die ontstaat door een voortdurende wisselwerking tussen het organisme en zijn omgeving.

## Tegen de sociobiologie
Samen met andere onderzoekers, zoals Stephen Jay Gould bekritiseerde Lewontin voortdurend het sociaal darwinisme dat hij meende aan te treffen in de sociobiologie en evolutionaire psychologie van onderzoekers als Edward Osborne Wilson en Richard Dawkins. Hij verweet deze onderzoekers dat zij maatschappelijke structuren en menselijk gedrag vergeleken met strategieën die dieren toepassen en die verklaarbaar zijn vanuit een evolutionair proces. Hij waarschuwde ervoor dat dit leidde tot de gedachte dat de mens volledig genetisch bepaald zou zijn. Zijn bezorgdheid over deze oversimplificaties van evolutietheorie bracht Lewontin ertoe zich herhaaldelijk in debatten te storten. Daarom ook hield hij vaak lezingen over evolutionaire biologie en wetenschap in het algemeen om zijn opvattingen te verspreiden. Verder schreef hij daarover boeken en artikelen.
Sommige academici hadden kritiek op Lewontin vanwege zijn totale afwijzing van de sociobiologie. Zijn mening hierover werd in verband gebracht met zijn politieke overtuiging. Hij staat bekend als links georiënteerd en hij noemde zich vroeger zelfs marxist.
Steven Pinker rekent met de ideeën van Lewontin af in zijn boek the Blank Slate waarin hij betoogt dat Lewontin een karikatuur maakt van de evolutionaire psychologie.
Lewontin overleed in 2021 op 92-jarige leeftijd.